# Overtrek

De relatie tussen de invalshoek en de liftcoëfficiënt. Deze vleugel raakt overtrokken bij 19°

Overtrek of stall is het proces waarbij, door vergroting van de invalshoek van een vleugel, de luchtstroom het profiel van de vleugel niet meer kan volgen en loslaat. De vleugel verliest dan grotendeels zijn liftkracht, waardoor het vliegtuig – indien de piloot niet ingrijpt – snel zal zakken (gecontroleerd) of vallen (ongecontroleerd).
In plaats van overtrek wordt vaker de Engelstalige benaming stall gebruikt. Jargon zoals accelerated stall en deep stall wordt in het Nederlands onvertaald gebruikt.
De Nederlandse benaming geeft aan dat een overtrek ontstaat als de piloot de stuurknuppel te ver naar achter trekt.

## Beschrijving
Als de invalshoek van een vleugel wordt vergroot, nemen de lift en weerstand toe, tot de invalshoek te groot wordt. Afhankelijk van het vleugelprofiel kan de luchtstroming bij een bepaalde invalshoek het profiel van de vleugel niet meer volgen. Bij deze loslating van de grenslaag ontstaat boven de vleugel een turbulente luchtstroom tussen de langsstromende lucht en de vleugel. Dit begint gewoonlijk achteraan de vleugel, terwijl de stroming vooraan langer laminair blijft. Bij een bepaalde invalshoek kan de achterkant van de vleugel dus al overtrokken zijn, terwijl de voorkant nog lift geeft. Toch is het overtrekken van de vleugel geen geleidelijk proces: het gebeurt vrij abrupt. Een overtrokken vleugel geeft nauwelijks nog lift en veroorzaakt een relatief grote weerstand.
Overtrek kan onder elke helling en snelheid optreden. Hoe trager de luchtstroom over de vleugels, des te minder lift ze geven. Om het gewicht dan nog te kunnen dragen, moet de invalshoek vergroot worden. Op een bepaald moment zal de invalshoek het kritieke punt bereiken en treedt overtrek op. De snelheid waarbij dit gebeurt, is de overtreksnelheid waaronder in een onversnelde horizontale vlucht de kritieke invalshoek overschreden wordt.
De overtreksnelheid varieert per type vliegtuig en is afhankelijk van het gewicht van het vliegtuig en van het eventuele gebruik van spoilers of welvingskleppen. Bovendien is de overtreksnelheid afhankelijk van de staat van de vleugel: ijs of sneeuw op de vleugel zal de luchtstroming verstoren, met een hogere overtreksnelheid als gevolg.

### Accelerated stall
Een vliegtuig kan ook bij een hogere snelheid overtrekken. Als de neusstand van het vliegtuig snel omhoog wordt getrokken, waardoor de baan van het vliegtuig nog niet is veranderd, maar de invalshoek wel, kan het vliegtuig overtrekken. Dit kan het vliegtuig erg belasten. De formule voor de belastingsfactor bij een overtrokken vleugel:
{\displaystyle {\begin{matrix}n=({\frac {V}{V_{sl}}})^{2}\end{matrix}}}

n = belasting in g

V = vliegsnelheid tijdens de overtrek

Vsl = Vstall = overtreksnelheid
Als de overtreksnelheid 60 km/h is en het vliegtuig wordt overtrokken bij 180 km/h, dan is de belasting:

{\displaystyle {\begin{matrix}n=({\frac {180}{60}})^{2}=9g\end{matrix}}}

## Herkenning en herstel van overtrek

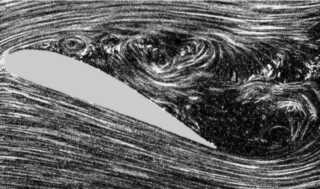
Separatie van de grenslaag aan de bovenkant van de vleugel zichtbaar gemaakt in de windtunnel

Omdat het overtrekken van de vleugels gepaard gaat met aanzienlijk verlies van hoogte, is het belangrijk om deze situatie te vermijden, vooral dicht bij de grond. Piloten oefenen daarom tijdens hun vliegopleiding de overtrek op een veilige hoogte om de signalen van een naderende overtrek te leren herkennen. De overtrek kan hersteld worden door de invalshoek te verkleinen.
Als er in de buurt van de overtreksnelheid wordt gevlogen, kan de piloot een aantal signalen krijgen:
- de neusstand is hoog
- veel vliegtuigen beginnen te trillen: bij het overtrekken ontstaat een turbulente luchtstroom die tegen het staartvlak botst
- vanwege de lage snelheid reageert het toestel minder snel op roeruitslagen
- door middel van een akoestisch signaal (stall warning) wordt de piloot gewaarschuwd voor het naderen van de overtrek
- een eventueel aanwezige stickshaker attendeert de piloot op een naderende overtrek door de stuurknuppel (stick) sterk te laten schudden, waarbij ook een luid geratel te horen is

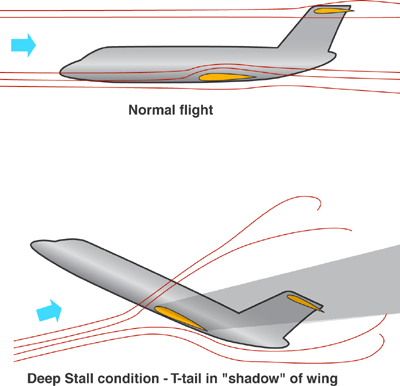
Vliegtuig in normale vlucht en tijdens een deep stall

## Soorten

### Deep stall
De meeste vliegtuigen herstellen zichzelf als de vleugels worden overtrokken. Dit komt onder andere doordat het stabilo later overtrekt dan de vleugels. Hierdoor levert het stabilo nog lift bij een overtrek en wordt de neusstand automatisch verlaagd. Na een overtrek kan in de duikvlucht snelheid worden opgepikt om een normale vlucht te kunnen voortzetten. Onder normale omstandigheden en bij voldoende hoogte hoeft het overtrekken geen probleem op te leveren.
Als het vliegtuig echter te ver doorgaat in de overtrek, komt het in een zogenaamde deep stall, te zien op de afbeelding hiernaast. In deze situatie zit het stabilo met het hoogteroer in het turbulente zog van de hoofdvleugel en zal daardoor geen lift geven. Het hoogteroer van het vliegtuig is dan niet bruikbaar en het vliegtuig kan onbeheersbaar hoogte verliezen. Vooral vliegtuigen met een T-staart, zoals op deze afbeelding, hebben hier last van.

### Asymmetrische overtrek
Vooral als een vliegtuig in of vlak bij een overtreksituatie van richting verandert, kan één vleugel overtrokken worden. Bij deze asymmetrische overtrek bestaat de kans dat het vliegtuig in een tolvlucht of vrille terechtkomt.

### Delayed stall
Bij insecten, vogels en vleermuizen treden er tijdsfluctuerende (unsteady) effecten op tijdens de slagvlucht, waaronder voorrand-wervels (leading edge vortices, LEV). Door de toenemende invalshoek treedt er loslating op, wat normaal gesproken verlies van liftkracht zou betekenen, maar voordat de achterrand bereikt is, is er weer sprake van aansluiting en blijft de Kutta-voorwaarde intact. De grote invalshoek genereert veel extra liftkracht en daarmee is dit de belangrijkste factor in de liftkracht van insecten. 
Edward C. Polhamus stelde een analogie voor waarbij bij een stomp vleugelprofiel met een invalshoek zuiging wordt opgewekt parallel aan de vleugelkoorde. Opgeteld bij de potentiaalkracht, die loodrecht op het vleugelprofiel staat, komt de resulterende kracht loodrecht op de vliegrichting te staan, in de richting van de liftkracht. Bij een grotere invalshoek staat door loslating van de luchtstroom de zuigkracht niet parallel aan de vleugel, maar er loodrecht op. Dit verhoogt de liftkracht verder, hoewel ook de weerstand toeneemt. Dit effect verdwijnt zodra de invalshoek zo groot wordt dat de luchtstroming niet opnieuw aan kan sluiten. Er is dus sprake van uitgestelde overtrek, delayed stall. Er ontstaat daarna een achterrand-wervel tot ook deze loslaat, waarna zich opnieuw een voorrand-wervel vormt. Door dit proces van wervelvorming (vortex shedding) vormt zich in het zog een Von-Karman-wervelstraat. In een tweedimensionaal model vormen zich steeds nieuwe wervels, maar driedimensionaal sluit de luchtstroom bij grote invalshoeken nog aan, zoals ook bij de deltavleugel. Hierbij speelt een luchtstroom over de lengterichting van de vleugeltip een rol, waarbij de vleugeltipwervels een deel van de wervelingen afvoeren. Door deze herverdeling van impuls blijft de voorrand-wervel kleiner en sluit deze eerder en langer weer aan.